# Corydalis terracina
Corydalis terracina är en vallmoväxtart som beskrevs av M. Lidén. Corydalis terracina ingår i släktet nunneörter, och familjen vallmoväxter. Inga underarter finns listade i Catalogue of Life.